# Seenelke
Die Seenelke (Metridium senile) ist eine Art aus der Ordnung der Seeanemonen (Actiniaria).

## Merkmale
Seenelken können bis zu 30 cm groß werden. Hunderte bis tausende von schlanken Tentakeln verleihen ihr ein federartiges Aussehen. Die Farbe variiert von weiß bis bräunlich-orange.

## Verbreitung
Die Seenelke ist zirkumpolar in  Nord-Ostsee, Nord Atlantik, Nord-Ost Pazifik verbreitet. Südlich bis New Jersey im westlichen Atlantik; Bucht von Biscaya im östlichen Atlantik; das südliche Kalifornien im östlichen Pazifik; und Südkorea im westlichen Pazifik. Eingeführte Populationen sind in Südafrika und dem Adriatischen Meer gefunden worden.

## Habitat
Wächst auf Felsen, Holz und anderen harten Substraten, von der Zwischengezeitenzone bis in eine Tiefe von 166 m. Duldet Temperaturen zwischen 0 und 27 °C.

## Verhalten
Das Tier reguliert die Länge der Körpersäule, um sich der aktuellen Strömung anzupassen. Es gebraucht spezielle mit Nematocyten ausgestattete Fangtentakel, um andere Arten im Kampf um Lebensraum anzugreifen. Die Spitzen der Fang-Tentakel bleiben am Opfer hängen.
Die Art ernährt sich passiv von herumschwebenden Partikeln, die an den schleimigen Tentakeln hängen bleiben und durch die Wimperbewegung zum Mund geführt werden.